# Геаба (Прахова)
Геаба (рум. Gheaba) насеље је у Румунији у округу Прахова у општини Манечу-Унгурени. Oпштина се налази на надморској висини од 548 m.

## Становништво
Према подацима из 2002. године у насељу је живело 2863 становника, од којих су сви румунске националности.